# Nissan Lafesta
 (septembre 2014).
Si vous disposez d'ouvrages ou d'articles de référence ou si vous connaissez des sites web de qualité traitant du thème abordé ici, merci de compléter l'article en donnant les références utiles à sa vérifiabilité et en les liant à la section « Notes et références ».
Le Lafesta est un break devenu monospace lors de sa deuxième génération, diffusé par le constructeur japonais Nissan principalement étudié pour les marchés asiatiques.
Il n'est  diffusé ni en Europe ni aux États-Unis et est produit, depuis sa deuxième génération, par Mazda.

## Première génération (2004 - 2012)
La première génération de Lafesta sort en décembre 2004. Il succède aux Tino et Liberty et adopte, malgré ses portes arrière coulissantes, davantage une silhouette de break que de monospace.
Le Lafesta propose un habitacle à 7 places et sa gamme ne comprend qu'un seul moteur, un 2 litres essence associé à une boîte CVT. Le réservoir, de 55 litres sur les versions à deux roues motrices est ramené à 50 litres sur les versions 4x4.
Dès le départ, les ventes du Lafesta sont loin des espoirs de Nissan, même si la première année pleine, 2005, trouve plus de 40 000 clients au Japon. Un restylage à la mi-2007, apportant une calandre redessinée (portant la longueur de 4,50 m à 4,53 m) ne changera rien à l'affaire : le Lafesta est un échec et ses ventes sont très loin de celles réalisées par son frère le Serena
Au printemps 2011, la deuxième génération de Lafesta arrive sur le marché. Cette première mouture reste alors au catalogue, simplement rebaptisée Lafesta Joy.
| Année | Lafesta | Serena |
| ----- | ------- | ------ |
| 2004  | 5 868   | 40 219 |
| 2005  | 41 607  | 69 399 |
| 2006  | 18 084  | 80 490 |
| 2007  | 13 893  | 77 051 |
| 2008  | 9 230   | 72 507 |
| 2009  | 6 127   | 78 331 |
| 2010  | 10 474  | 74 589 |

## Deuxième génération: Lafesta Highway Star (2011 - 2018)
La deuxième génération de Lafesta arrive en avril 2011 et prend l'appellation complète de Lafesta Highway Star, pour mieux le différencier de la première version qui demeure au catalogue. Il s'agit en fait d'un Mazda Premacy, c'est-à-dire le Mazda 5 en Europe, esthétiquement légèrement retouché : la calandre est spécifique et les vagues sur les flancs, signature du style Mazda, ont été gommées.
La mécanique est ainsi empruntée au Mazda, c'est pourquoi le Lafesta quitte sa boîte à variateur CVT pour une automatique conventionnelle.
Par rapport à la première génération de Lafesta, cette deuxième version, qui reste un 7 places, épouse plus nettement la silhouette d'un monospace. En outre, l'autonomie est améliorée grâce à un réservoir plus grand de 5 litres : 60 litres sur les versions traction, 55 sur les Lafesta 4x4.